# Beachhandball Euro 2021
Die Beachhandball Euro 2021 waren die 12. Auflage der Beachhandball-Europameisterschaft. Sie fanden zwischen dem 8. und dem 18. Juli 2021 im bulgarischen Warna statt. Während bei den Frauen die deutsche Nationalmannschaft unter Bundestrainer Alexander Novakovic siegte, gewann bei den Männern das dänische Team.

## Zeitplan
Bis zum 11. Juli wurde die Meisterschaft der U-17-Jugendlichen ausgetragen, ab dem 13. Juli die Meisterschaft der A-Nationalmannschaften.
Nachdem im Februar 2021 die schon im Vorjahr verschobenen Weltmeisterschaften endgültig aufgrund der COVID-19-Pandemie abgesagt wurde, war die Europameisterschaft der einzige hochkarätige Wettbewerb für europäische Nationalteams im Jahr 2021.

## Teilnehmende Mannschaften und Platzierungen
Ursprünglich hatten 71 Mannschaften aus 22 europäischen Ländern gemeldet. Das wären zwei Mannschaften mehr als bei der vorherigen EM, aber vier Länder weniger (Montenegro, Nordmazedonien, Serbien, Slowakei, Zypern, dafür Tschechien wieder dabei). Während es bei den Nachwuchsmannschaften einen deutlichen Anstieg zu verzeichnen gab (vier mehr weibliche, drei mehr männliche Jugendteams), meldeten bei den A-Nationalmannschaften weniger Länder (zwei Frauen- und ein Männer-Team weniger). Nur Litauen und Tschechien meldeten einzig mit jeweils einer Nachwuchsmannschaft an, der amtierende Doppeleuropameister Dänemark, Italien und die Türkei nur A-Nationalmannschaften. 15 Nationen planten in allen vier Klassen Mannschaften in den Wettbewerb zu entsenden, das wäre eine Steigerung um vier Länder im Vergleich zu 2019. Das waren zudem geringere Meldungen als zunächst angenommen, eigentlich waren zwei Qualifikationsturniere vorgesehen, da es erstmals mehr als Meldungen sowohl bei Frauen als auch Männern gab und somit ein Turnier solcher Größe nicht mehr ohne Vorqualifikation zu stemmen gewesen wäre. Aufgrund der Pandemie gab es schließlich doch weniger Meldungen, womit die Qualifikationsturniere entfallen konnten.
Noch vor der EM zogen mehrere Länder aufgrund der weiterhin nicht unproblematisch empfundenen pandemischen Situation ihre Mannschaften zurück, dass am Ende doch kein neuer Teilnehmerrekord passierte, dennoch aber noch ein recht großes Feld an Mannschaften antrat. Mannschaften die zunächst gemeldet und auch in Gruppen ausgelost waren, ihre Beteiligung dann aber zurückgezogen hatten, sind in der folgenden Tabelle durchgestrichen angegeben.
| Nation       | Juniorinnen | Junioren | Frauen | Männer |
| ------------ | ----------- | -------- | ------ | ------ |
| Bulgarien    | 10          | 15       | 16     | 18     |
| Dänemark     |             |          | 02     | 01     |
| Deutschland  | 04          | 05       | 01     | 12     |
| Frankreich   | 06          | 07       | 12     | 08     |
| Griechenland | 14          | 13       | 09     | 16     |
| Italien      |             |          | 13     | 10     |
| Kroatien     | 13          | 04       | 11     | 02     |
| Litauen      | 11          |          |        |        |
| Niederlande  | 02          | 10       | 06     | 13     |
| Norwegen     | 0X          | 0X       | 04     | 06     |
| Polen        | 05          | 08       | 08     | 07     |
| Portugal     | 0X          | 0X       | 05     | 05     |
| Rumänien     | 09          | 12       | 17     | 17     |
| Russland     | 08          | 06       | 15     | 03     |
| Schweden     | 12          | 01       |        | 11     |
| Schweiz      | 0X          | 0X       | 0X     | 0X     |
| Slowenien    | 15          | 14       |        |        |
| Spanien      | 03          | 02       | 03     | 04     |
| Tschechien   |             | 09       |        |        |
| Türkei       |             |          | 10     | 15     |
| Ukraine      | 07          | 03       | 14     | 14     |
| Ungarn       | 01          | 11       | 07     | 09     |
| Anzahl       | 15/18       | 15/18    | 17/18  | 18/19  |

## Gruppeneinteilung

### Juniorinnen und Junioren
Juniorinnen
| Gruppe A     | Gruppe B   | Gruppe C    | Gruppe D |
| ------------ | ---------- | ----------- | -------- |
| Spanien      | Ungarn     | Niederlande | Russland |
| Ukraine      | Kroatien   | Deutschland | Polen    |
| Griechenland | Frankreich | Rumänien    | Litauen  |
| Bulgarien    | Slowenien  | Schweden    |          |

Junioren
| Gruppe A    | Gruppe B  | Gruppe C     | Gruppe D    |
| ----------- | --------- | ------------ | ----------- |
| Tschechien  | Schweden  | Polen        | Bulgarien   |
| Spanien     | Ukraine   | Rumänien     | Deutschland |
| Niederlande | Slowenien | Griechenland | Russland    |
| Frankreich  | Ungarn    | Kroatien     |             |

### A-Teams
Frauen
| Gruppe A  | Gruppe B | Gruppe C    | Gruppe D     |
| --------- | -------- | ----------- | ------------ |
| Spanien   | Ungarn   | Niederlande | Russland     |
| Ukraine   | Kroatien | Deutschland | Polen        |
| Dänemark  | Norwegen | Portugal    | Griechenland |
| Türkei    | Italien  | Rumänien    | Frankreich   |
| Bulgarien |          |             |              |

Männer
| Gruppe A | Gruppe B     | Gruppe C  | Gruppe D    |
| -------- | ------------ | --------- | ----------- |
| Spanien  | Ungarn       | Kroatien  | Russland    |
| Dänemark | Ukraine      | Polen     | Deutschland |
| Norwegen | Frankreich   | Schweiz   | Portugal    |
| Rumänien | Italien      | Schweden  | Niederlande |
| Türkei   | Griechenland | Bulgarien |             |

## Auszeichnungen
Mannschaften des Turniers der jeweiligen Klassen:
| Auszeichnung          | Juniorinnen           | Junioren               | Frauen                     | Männer              |
| --------------------- | --------------------- | ---------------------- | -------------------------- | ------------------- |
| Beste Torhüter        | Stina Littorin        | Antonio Kranjčević     | Katharina Filter           | Simon Sejr          |
| Beste Defensivspieler | Andrea Pérez Rull     | Oscar Johansson        | Isabel Kattner             | Jewgeni Swestula    |
| Beste Torschützen     | Dorottya Zentai (123) | Victor Paldanius (133) | Marielle Martinsen (143)   | Cemal Kütahya (151) |
| Wertvollste Spieler   | Malena Díaz Coppens   | Joaquín Varo Gallardo  | Line Gyldenløve Kristensen | Ivan Jurić          |
| Fair-Play-Wertung     | Deutschland           | Rumänien               | Frankreich                 | Deutschland         |

## Belege
1. ↑  beacheuro.eurohandball.com, abgerufen am 20. Juli 2021
2. ↑  handball-world: Europameisterschaft als neuer Fixpunkt: Beach-Nationaltrainer Bansa nach WM-Absage mit Verständnis. Abgerufen am 5. April 2021.